# Lligament encreuat anterior

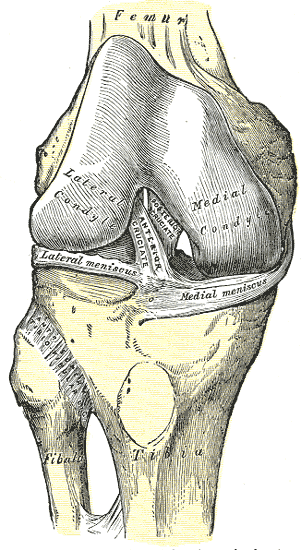
Vista anterior d'un genoll dret mostrant els lligaments i, en particular, el lligament creuat anterior (anterior cruciate ligament).

El lligament encreuat anterior o lligament creuat anterior (LCA) és un dels quatre lligaments principals del genoll. Els altres 3 són el lligament creuat posterior, el lligament lateral intern i el lligament lateral extern.

## Descripció
El lligament encreuat anterior connecta la part posterior-lateral del fèmur amb la part davantera-mitjana de la tíbia, passant per darrere de la ròtula. Aquesta unió permet evitar un desplaçament cap endavant de la tíbia respecte del fèmur, mentre que el lligament encreuat posterior (LEP) evita un desplaçament cap enrere de la tíbia respecte del fèmur; tots dos combinats proporcionen estabilitat rotacional al genoll. Les ruptures d'aquest lligament són freqüents en realitzar activitats físiques agressives, principalment quan es produeixen impactes que provoquen un genu valgum forçat de la cama, requerint una operació per a la seva reconstrucció.
Aquesta operació pot ser per artroscòpia o per cirurgia oberta. Per al teixit del nou lligament pot emprar-se un autoempelt o un aloempelt. Això no obstant, l'operació no és totalment necessària en alguns pacients que realitzin poca activitat física, els quals podran portar una vida normal sense aquest lligament després d'una rehabilitació d'enfortiment muscular. La prova de Lachman o la prova del calaix (eventualment associada a altres exàmens clínics sobre radiogràfics) permeten detectar una ruptura del LEA.

## Imatges addicionals

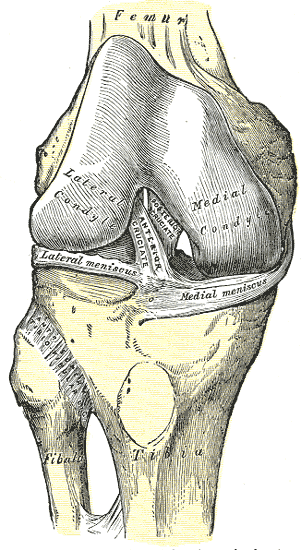
Articulació del genoll, des de davant, mostrant els lligaments interns
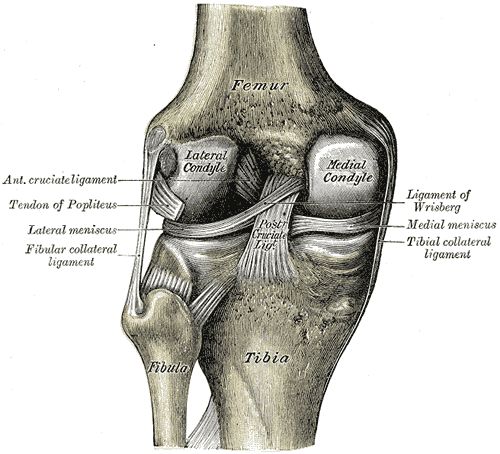
Genoll vist des de darrere, mostrant els lligaments interns.
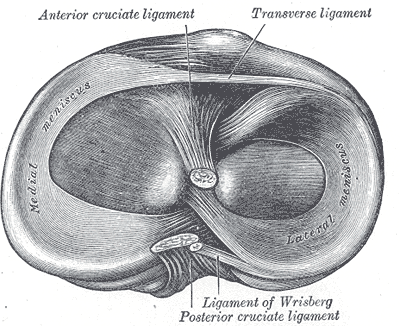
Cap de la tíbia dreta vista des de dalt, mostrant els meniscs i lligaments
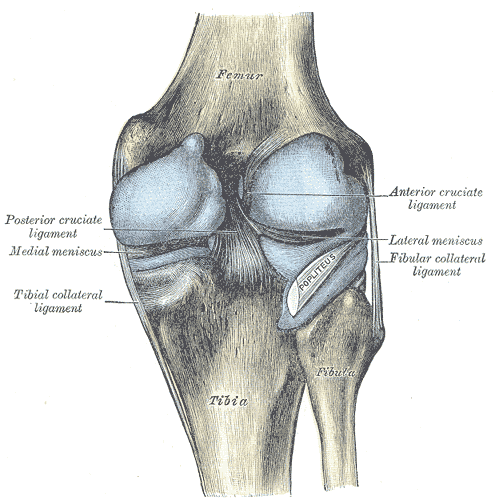
Càpsula del genoll dret, visió posterior.